# Fältpiplärka
Fältpiplärka (Anthus campestris) är en stor piplärka som häckar i palearktis. 

## Utseende, fältkännetecken och läte

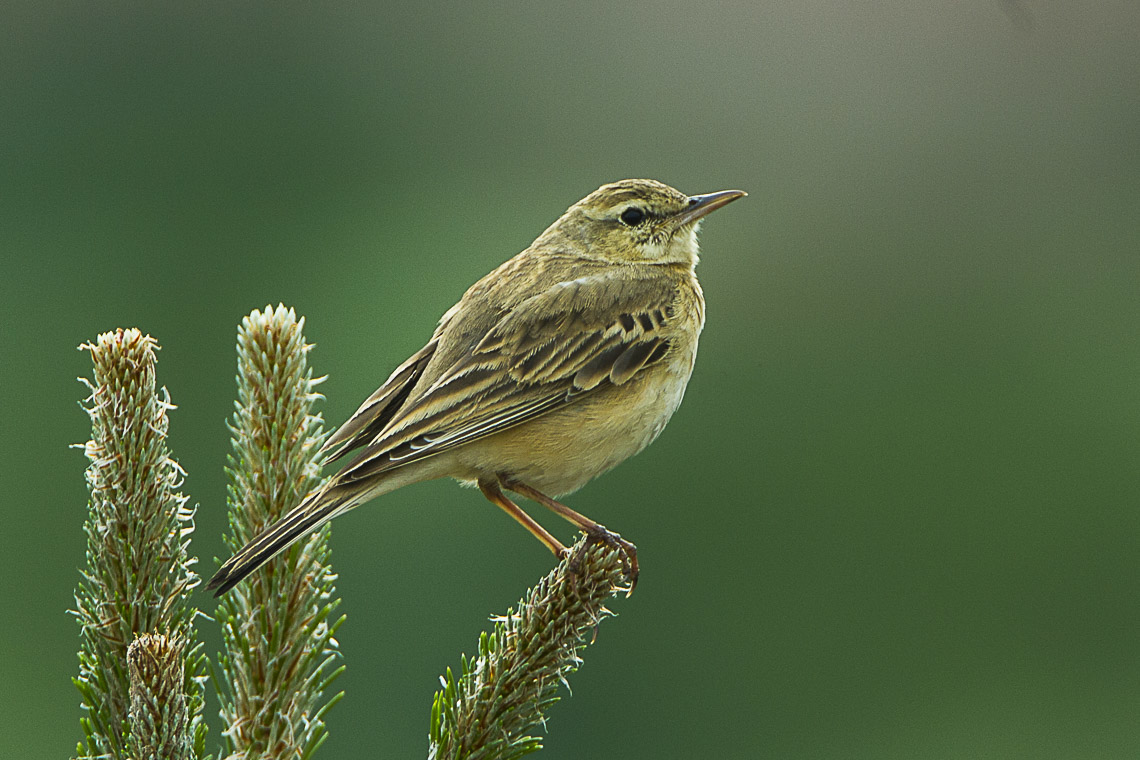

Fältpiplärkan urskiljs främst från andra piplärkor genom den gråbruna, nästan ofläckade fjäderdräkten. Flykten är snarare rak och direkt. På marken hoppar den mest styltigt. 
Den är stor och slank och mäter ungefär 15,5−18 centimeter på längden. Den kännetecknas av en förhållandevis lång stjärt, långa ljusrosa ben och relativt kort bakklo. Det gräddfärgade ögonbrynsstrecket och det svarta tygelstrecket är iögonfallande. Den adulta fågelns översidan är ljus, nästan enfärgat sandfärgad. På en sittande fågel med fräsch dräkt syns de mellersta täckarna väl som fem mörka fyrkanter med ljusa breda spetsar. 
Undersidan är ljus och ostreckad så när som på några tunna streck på sidan av bröstet där vingen fäster mot kroppen. Den adulta fågeln kan på håll förväxlas med en juvenil gulärla som dock har mörka ben och en mörk teckning på bröstet. 
Den juvenila fältpiplärkan är mörkt streckad på ryggen, fläckad på bröstet och mycket lik större piplärka (Anthus richardi) men kan skiljas från denna genom sitt mörka tygelstreck och den korta bakklon.
Dess lockrop är ett sparvsliknande "tschlippp, dip". Sången består av "tsirluih"-läten som radas efter varandra och som framförs under glidande sångflykt eller stillasittande på en upphöjd plats, som toppen på en buske.

## Utbredning och systematik

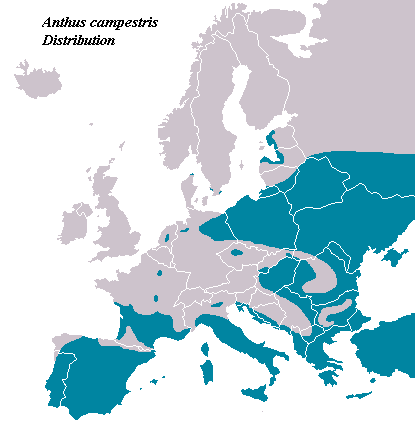
Ungefärliga gränser för det västliga utbredningsområdet.

Fältpiplärkan häckar i den palearktiska regionen, i Europa, Asien och nordvästra Afrika. Den förekommer som häckfågel i de flesta regioner i Europa med gynnsamt klimat främst i Östeuropa och kring Medelhavet, och mer lokalt i centrala Europa. Det finns små bestånd i Danmark och i södra Sverige. I Storbritannien och Irland förekommer den däremot inte. Fältpiplärkan är flyttfågel och övervintrar i det tropiska Afrika och på den Indiska halvkontinenten.

### Underarter
Fältpiplärka behandlas antingen som monotypisk eller också delas den in i tre underarter med följande utbredning:
- Anthus campestris campestris – förekommer från Europa till Nordafrika, Mellanöstern och Asien. Vintertid flyttar den till Afrika och Indien.
- Anthus campestris kastschenkoi – förekommer från södra Sibirien till nordvästra Mongoliet. Vintertid flyttar den till södra Asien
- Anthus campestris griseus – förekommer från sydvästra Kazakstan till nordöstra Iran, Afghanistan och nordvästra Kina. Vintertid flyttar den till sydvästra och södra Asien.

### Förekomst i Sverige

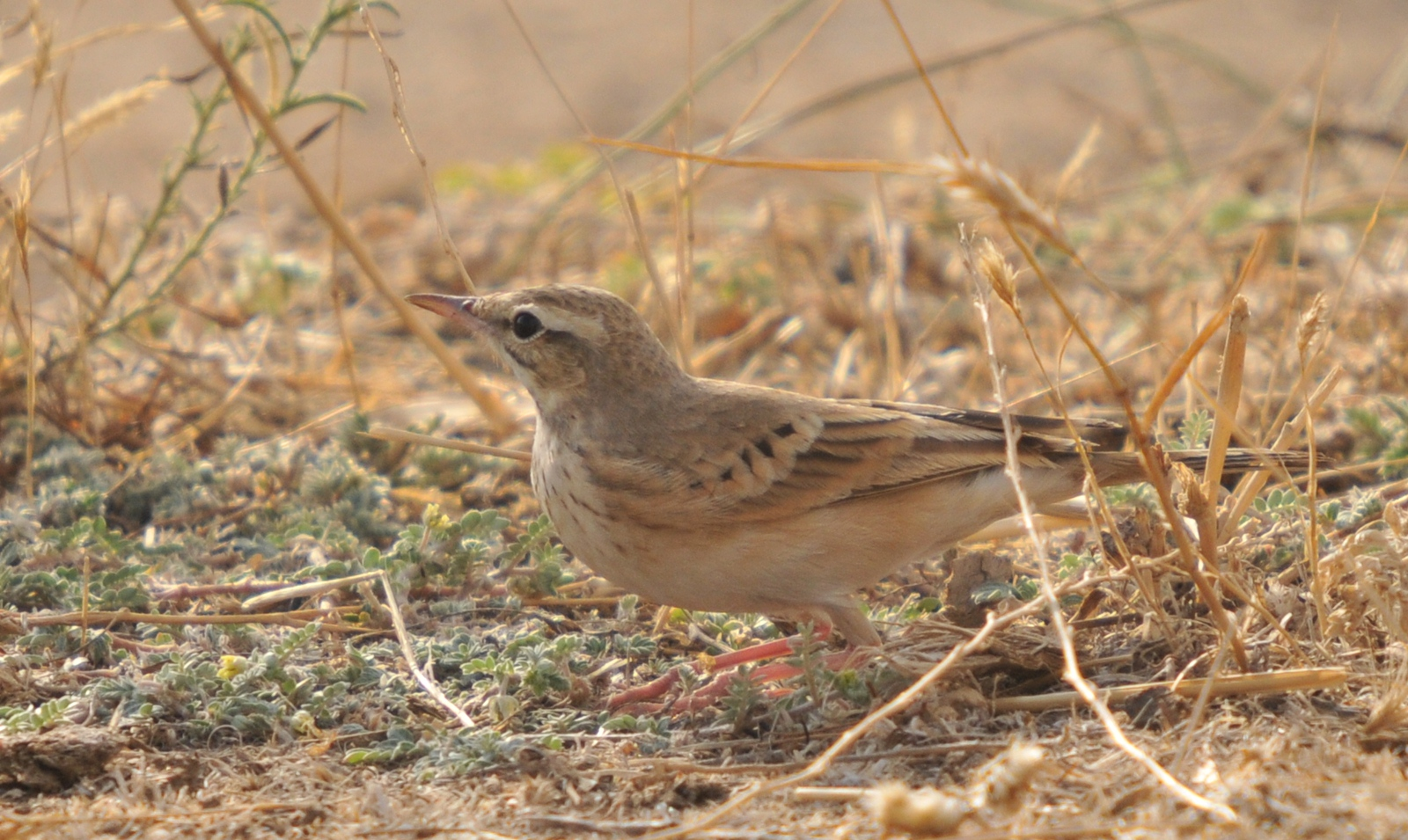

Fältpiplärkan var under mitten av 1800-talet vanlig i Skåne och häckade då även i södra Bohuslän, Halland, Blekinge, på Öland och Gotland. Under hela 1900-talet har beståndet minskat kraftigt. Fältpiplärkan finns nu på några enstaka platser i östra Skåne. Hanarna anländer Sverige i slutet av april eller början av maj, honorna något senare. De flyger söderut i augusti.

### Släktestillhörighet och släktskap
DNA-studier visar att arterna i släktet Anthus inte står varandra närmast, där bland andra typarten för släktet ängspiplärkan är närmare besläktad med piplärkorna i Macronyx än fältpiplärka med släktingar (som större piplärka, mongolpiplärka och långnäbbad piplärka). Det medför att fältpiplärka antingen kommer föras till ett annat släkte i framtiden, eller att Macronyx inkluderas i Anthus. Inga större taxonomiska auktoriteter har dock ännu implementerat dessa nya forskningsresultat. Samma studier visar att fältpiplärkan är systerart till kanariepiplärka.

## Ekologi
Fältpiplärkan häckar på torr trädesmark och hedmark med sand och busksnår, och i sandiga kustområden. Den förekommer bara på lågland. Den livnär sig på insekter men också frön. 

### Häckning

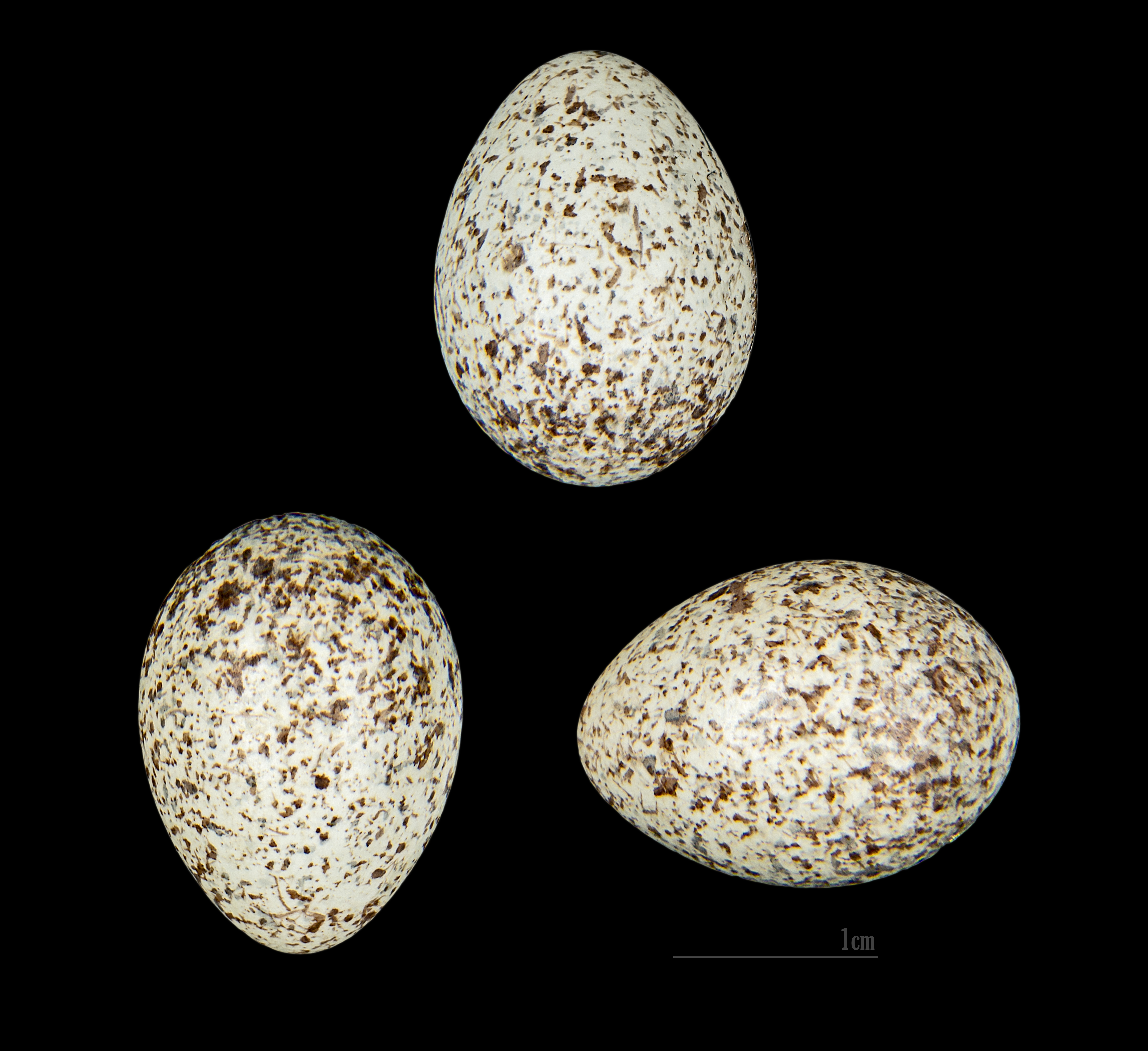
Ägg av fältpiplärka.

Fältpiplärkan är oftast monogam, men hanen kan vara polygyn. Boet byggs främst av honan och placeras dolt på marken under ljung eller grästovor. Honan lägger fyra till fem vitaktiga, sparsamt brunfläckiga ägg. Endast honan ruvar. Ungarna kläcks efter cirka 14 dagar och utfodras av båda föräldrarna i ungefär två veckor.

## Hot och status
Fältpiplärkan har under 1900-talet minskat i Europa. En delförklaring till nedgången är att öppna hedlandskap planterats med träd och sanddynsområden nära kusterna ofta exploaterats. Men detta är inte hela förklaringen, eftersom beståndet minskat även i oexploaterade områden. Den globala populationen bedöms dock fortfarande som livskraftig (LC) av IUCN medan exempelvis den svenska häckningspopulationen är upptagen på rödlistan som starkt hotad (NE). En inventering 2017 visade att den svenska populationen enbart består av 23 häckande par fördelade på fem lokaler.